# 原丈人
原 丈人（はら じょうじ、George Hara、1952年 - ）は、日本の事業家、ベンチャーキャピタリスト、考古学者。アライアンス・フォーラム財団会長、Defta Partners グループ会長。

## 来歴・人物
大阪府生まれ。慶應義塾大学法学部を卒業後、27歳の時まで中米で考古学調査に携わった。のちスタンフォード大学の経営学修士課程（MBA）に進んだ。経営学を学ぼうとした目的はドイツの考古学者ハインリヒ・シュリーマンのように、商売をして研究資金を稼ごうとしたためであったという。その後国際連合フェローを務めた後、同大学大学院で工学修士号を得た。29歳の時、光ファイバー・ディスプレイの開発会社、ジーキー・ファイバーオプティクスを設立した。
1984年ないし1985年、ジーキー社を発展改組して得た自己資金で事業持株会社 DEFTA Partners を設立し、シリコンバレーで1980年代から1990年代にかけて、主に通信技術分野のベンチャーキャピタリストとして活動し、特にソフトウェア関連ではボーランド、PictureTel、SCO、Tradex、Unify、Wollongong など20社以上の企業の発展に寄与した。2000年以降は Oplus Technologies（2005年インテルへ吸収）、Broadware（2007年シスコへ吸収）、Fortinet などアメリカおよびヨーロッパ各社の役員やコンサルタントを務めた。
1985年にはアライアンス・フォーラム財団をサンフランシスコに設立した。
2003年にはアメリカにおいて、サンフランシスコへの貢献を理由に、National Republican Congressional Committee より National Leadership Award を受け、Republican Business Advisory Council の Honorary Co-Chairman となった。
2005年時点で、サンフランシスコとロンドンを軸に、米国、英国、イスラエル、韓国、日本でポスト・コンピュター技術の事業を営んでいる。 
2005年からバングラデシュにおいてNGOの BRAC (en) と共同で「bracNetプロジェクト」を実施している。
2007年に自らの著書で新しい資本主義である公益資本主義を提唱。「利益率」を示す各種経営指標はあくまで「流行」にすぎず、公益資本主義では利益は株主だけでなく従業員、顧客、取引先、地域社会、さらには地球全体に還元されるべきだと主張する（この場合の利益は税引後当期利益とみられる）。
2010年時点でアメリカにおいて、XVD Technologies の会長、アライアンス・フォーラム財団の代表理事を務めるほか、San Francisco Opera、University of San Francisco、Tokyo Foundation、Japan Society and the Hara Research Foundation の役員を務めている。
2012年より原鉄道模型博物館副館長。世界中を訪問して、父・原信太郎の鉄道関連コレクションの収集に協力している。
2013年4月には政府経済財政諮問会議に招かれた。また、5月にはデフタ・パートナーズ（現・デフタキャピタル）会長として甘利明 経済再生担当大臣（当時）や安倍晋三首相と面会した。同年に内閣府参与となる。
2021年10月に岸田文雄が内閣総理大臣就任後に提唱した方針である新しい資本主義について、原は公益資本主義が理論的な骨格になっていると主張している。

## 肩書
- 財務省 参与（2006年10月～2011年12月）
- 内閣府 参与（2013年～2020年）
- 政府税制調査会特別委員（2009年6月時点）
- 経済産業省 産業構造審議会委員（2009年6月時点）
- Goodwill Ambassador of IIMSAM（国連IIMSAM親善大使）（2010年6月時点）[19]
- Permanent Observer Delegation to the United Nations Economic and Social Council（国際連合本部経済社会理事会常任諮問団大使）（2010年6月時点）
- Representative Ambassador of WAFUNIF（WAFUNIF代表大使）（2010年6月時点）
- 公益財団法人国家基本問題研究所理事（2011年5月時点）
- 大阪公立大学 特別客員教授（2022年7月就任）[20]
- 香港中文大学 客員教授 [21]

## テレビ出演
- NHKスペシャル（NHK総合）- 2009年7月20日放送『マネー資本主義 最終回 危機を繰り返さないために』[22]
- BSフジLIVE プライムニュース（BSフジ）- 2012年11月9日放送『世界に提言 日本が金融危機を救う』[23]
- クローズアップ現代+（NHK総合）- 2017年4月20日放送『脳がよみがえる!? 再生医療大国・日本の逆襲』[24]
- BSフジLIVE プライムニュース（BSフジ）- 2025 年4月2日放送『【フジ第三者委報告書を検証】日本の企業統治と経営の在り方は』[25]

## 著書
- 『21世紀の国富論』（平凡社）2007年6月 ISBN 9784582833577 - 同書で PUC の概念を提起した。
- 『新しい資本主義 希望の大国・日本の可能性』（PHP新書）2009年4月 ISBN 978-4569708324
- 『増補 21世紀の国富論』（平凡社）2013年9月 ISBN 978-4256984147
- 『「公益」資本主義 英米型資本主義の終焉』（文春新書）2017年3月 ISBN 978-4166611041
- 『富める者だけの資本主義に反旗を翻す』（新潮社）2025年4月 ISBN 978-4103562610

### 共著
- 『だれかを犠牲にする経済は、もういらない』 金児昭との共著（ウェッジ） 2010年 ISBN 978-4863100701

### 翻訳
- サラ・ギルバート, アーロン・フリッシュ,ヴァレリー・ボッデン『夢を追いかける起業家たち: ディズニー、ナイキ、マクドナルド、アップル、グーグル、フェイスブック』翻訳 野沢佳織、日本語版監修 原丈人（西村書店）2017年 ISBN 978-4890137640